# Pierre d'Arc
Pour les articles homonymes, voir d'Arc.
Pierre d'Arc (surnommé Pierrelot ou Perrel), né entre 1406 et 1411 et mort en 1473, chevalier du Lys, est un frère de Jeanne d'Arc, troisième fils de Jacques d'Arc et d'Isabelle Romée. Il suivit constamment sa sœur dont il fut compagnon d'armes, et fut fait prisonnier avec elle.

## Biographie
Il participe à la Guerre de Cent Ans contre les Anglais et combat aux côtés de sa sœur Jeanne. Il est fait prisonnier à Margny-lès-Compiègne le 24 mai 1430 en même temps que sa sœur, puis libéré un peu plus tard après s'être ruiné pour payer sa rançon. Il est installé dans la région d'Orléans en 1442, vivant de ses revenus fonciers et d'une pension royale. Il est seigneur de l'Isle aux Bœufs près Orléans et fut fait chevalier du Porc-Epic par le Duc d'Orléans en 1445. Il a un fils Jean dit « de La Pucelle ». On pense que ce surnom est en hommage à sa sœur Jeanne qu'on surnommait également pucelle.